# U 238 (Kriegsmarine)
De U 238 was een VIIC-type U-boot van de Duitse Kriegsmarine tijdens de Tweede Wereldoorlog.
De boot stond onder bevel van kapitein-luitenant-ter-zee Horst Hepp.
De U 238 werd in 1942 op de Krupp Germaniawerf gebouwd, en werd op 20 februari 1943 in dienst gesteld. Na een oefenperiode in de Oostzee voerde de boot tussen september 1943 en februari 1944 drie patrouilles uit, waarbij vier vrachtschepen tot zinken werden gebracht en één beschadigd. 

## Geschiedenis
De eerste patrouille, als deel van het 1. Unterseebootsflottille, begon in Trondheim en voerde de U 238 naar de Noord-Atlantische Oceaan, waar de boot opereerde in de zogeheten air gap, het gedeelte van de Atlantische Oceaan dat niet vanuit de lucht kon worden bewaakt door de geallieerden. Op 20 september 1943 viel de U 238 een groot konvooi aan en bracht een vrachtschip tot zinken. Drie dagen later volgden nog twee Britse en een Noors schip uit hetzelfde konvooi.
Twee weken nadat de boot de haven van Brest had verlaten voor zijn tweede patrouille werd hij door Avengers van het vliegdekschip USS Bogue (CVE-9) beschadigd, waarbij twee matrozen om het leven kwamen. De U 238 was gedwongen naar de haven van Brest terug te keren voor reparaties die een maand duurden. Tijdens deze patrouille nam de U 238 twee Britse Wellington-piloten gevangen, wier vliegtuig door de U 764 was neergeschoten.
De derde en laatste patrouille begon in januari 1944. Na een maand zonder enig succes werd de U 238 door de escorte van het konvooi SL-147 en MKS-38 ontdekt op 435 kilometer voor Cape Clear bij de Ierse kust en op 9 februari, op positie 49° 45′ 0″ NB, 16° 7′ 0″ WL door de Britse onderzeebootjagers HMS Kite, HMS Magpie en HMS Starling met dieptebommen tot zinken gebracht, waarbij de gehele bemanning van 50 koppen om het leven kwam.